# Chiesa di San Martino (Leproso)
La Chiesa di San Martino è un edificio di culto di Leproso, frazione di Premariacco, in provincia e arcidiocesi di Udine; fa parte della forania del Friuli Orientale. È una chiesa sussidiaria facente parte della Parrocchia di San Ulderico Vescovo.

## Storia
Non si conosce la data di costruzione della chiesa, comunque anteriore agli anni Settanta del XVIII secolo.
Risale infatti al 1774 la delibera di rinnovare e ampliare l'intero coro della chiesa in quanto il coperto era andato marcio mentre nel 1783 la chiesa fu completamente rifatta. 
Nel 1845, dopo 30 anni di abbandono, fu nuovamente restaurata per opera dei paesani e del signor Francesco Braida (1838-1926) di Udine.  
Nel 1901 la chiesa fu consacrata dal sacerdote Francesco Grillo (1870-1949) per cura dell'allora Arcivescovo di Udine, Pietro Zamburlini (1832-1909), come testimoniato da un'epigrafe presente all'interno della chiesa stessa.   
Nel 1992 vengono effettuati alcuni interventi d'urgenza al piccolo campanile a vela, vengono elettrificate le campane e vengono sostituiti i serramenti mentre nel 1994 viene ritoccato il presbiterio.  
Nel 2000, sotto la guida dell'ingegnere Lorenzo Saccomano, viene effettuato un importante lavoro di restauro, con il consolidamento dei muri, la creazione dei marciapiedi, il rifacimento di tetto, grondaie e scarichi e la realizzazione degli impianti elettrici e degli intonaci.   
Inoltre, grazie alla generosità di molte famiglie di Leproso e di diverse aziende, è stato anche restaurato l'altare, le croci, l'arredo liturgico e i lampioni e sono stati acquistati nuovi banchi.

## Descrizione

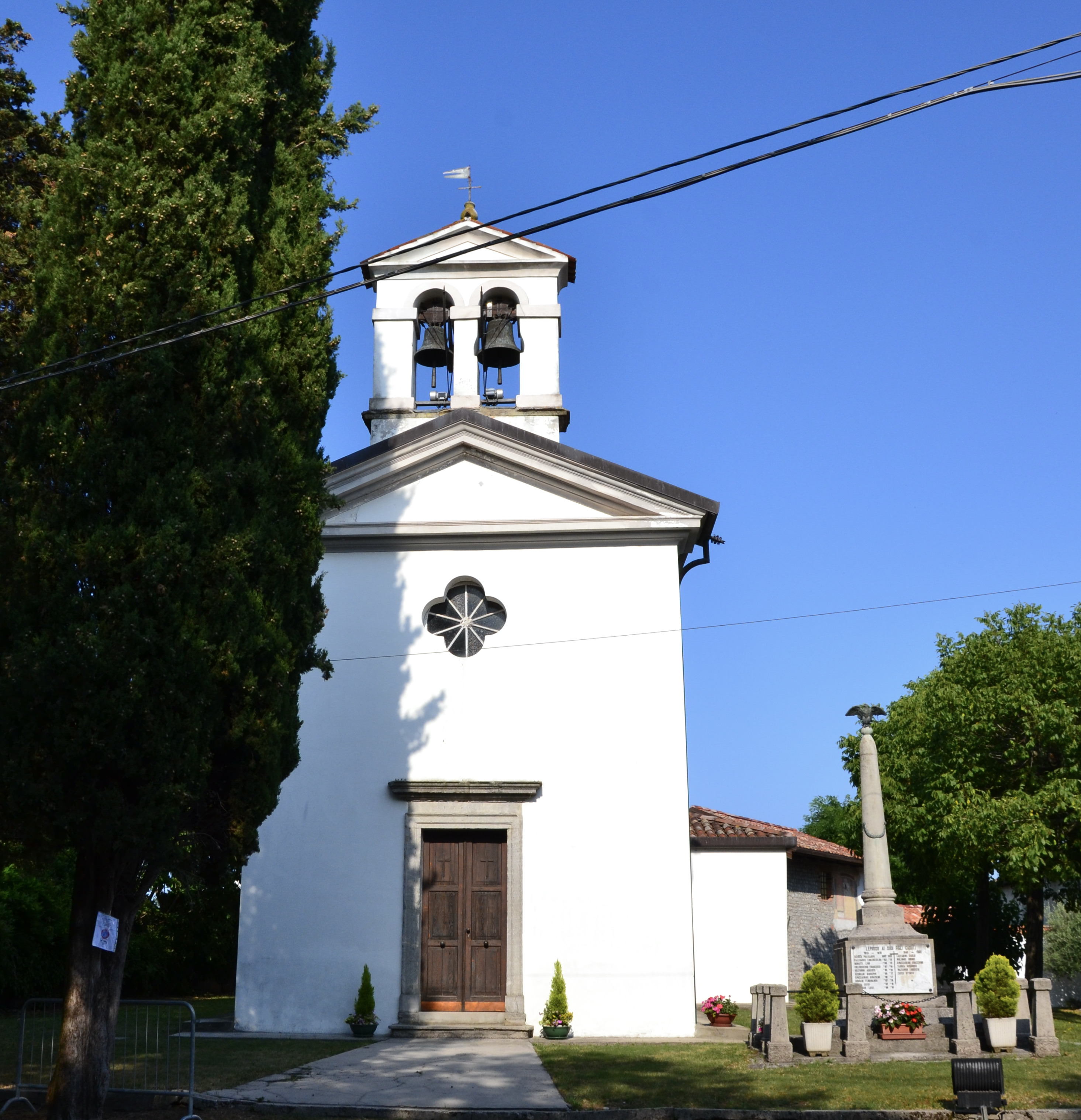
Facciata della chiesa di San Martino

### Esterno
L'edificio presenta una dimensione rettangolare ed è rialzato rispetto al piano stradale. 
La facciata principale presenta due falde, il portale è costituito da dei piedritti e un architrave lapidei e da un piccolo rosone con quattro lobi. Il timpano presenta un cornicione modanato mentre sull'apice si trova una bifora campanaria. La copertura è in coppi.

### Interno
All'interno è presente un presbiterio con pianta rettangolare e un corpo di sacrestia a tre falde. La zona dell'altare è rialzata da un gradino e il soffitto è a crociera con un dipinto centrale. Il pavimento è costituito da piastrelle quadrate in cotto disposte a losanga.                  

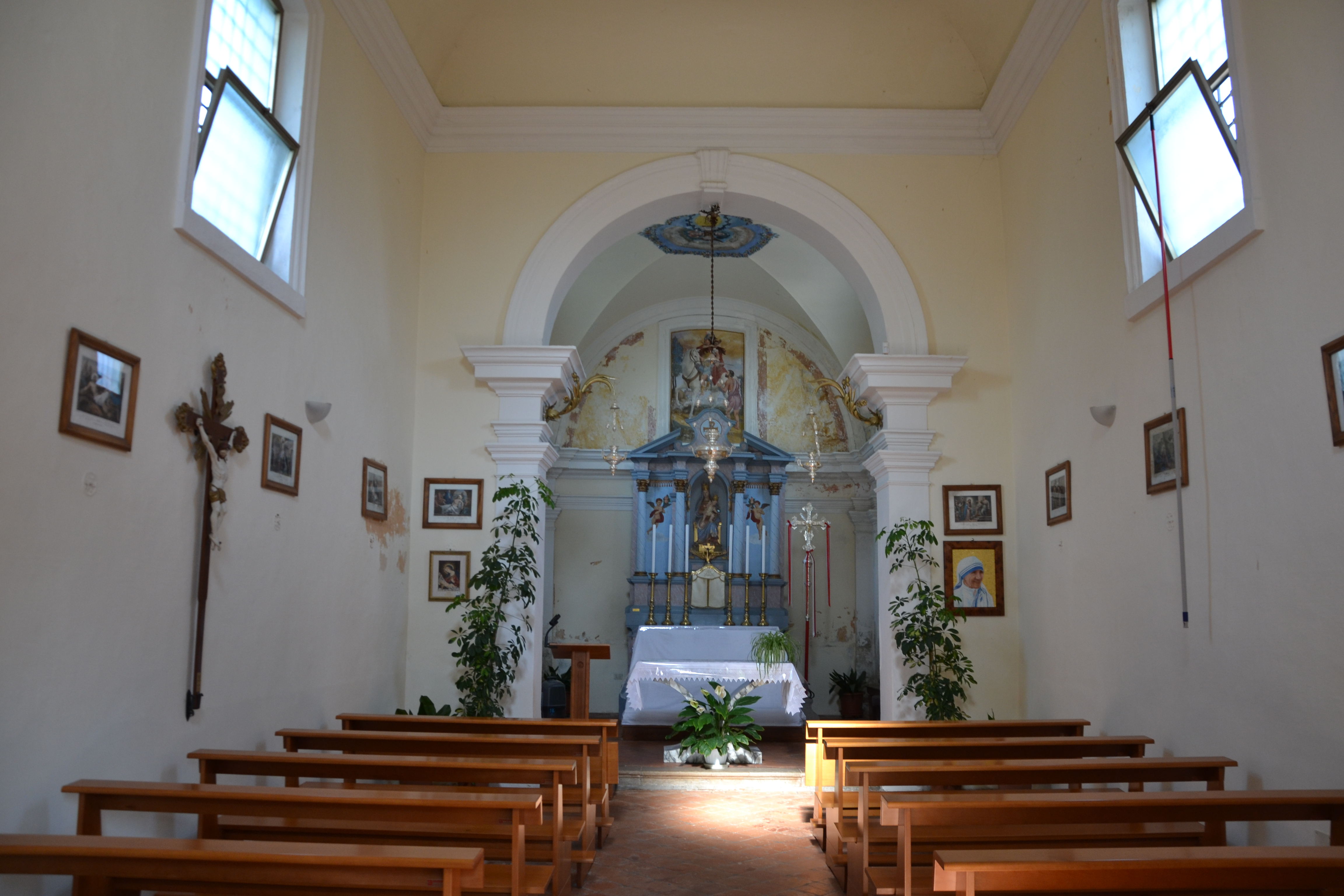
Interno della chiesa
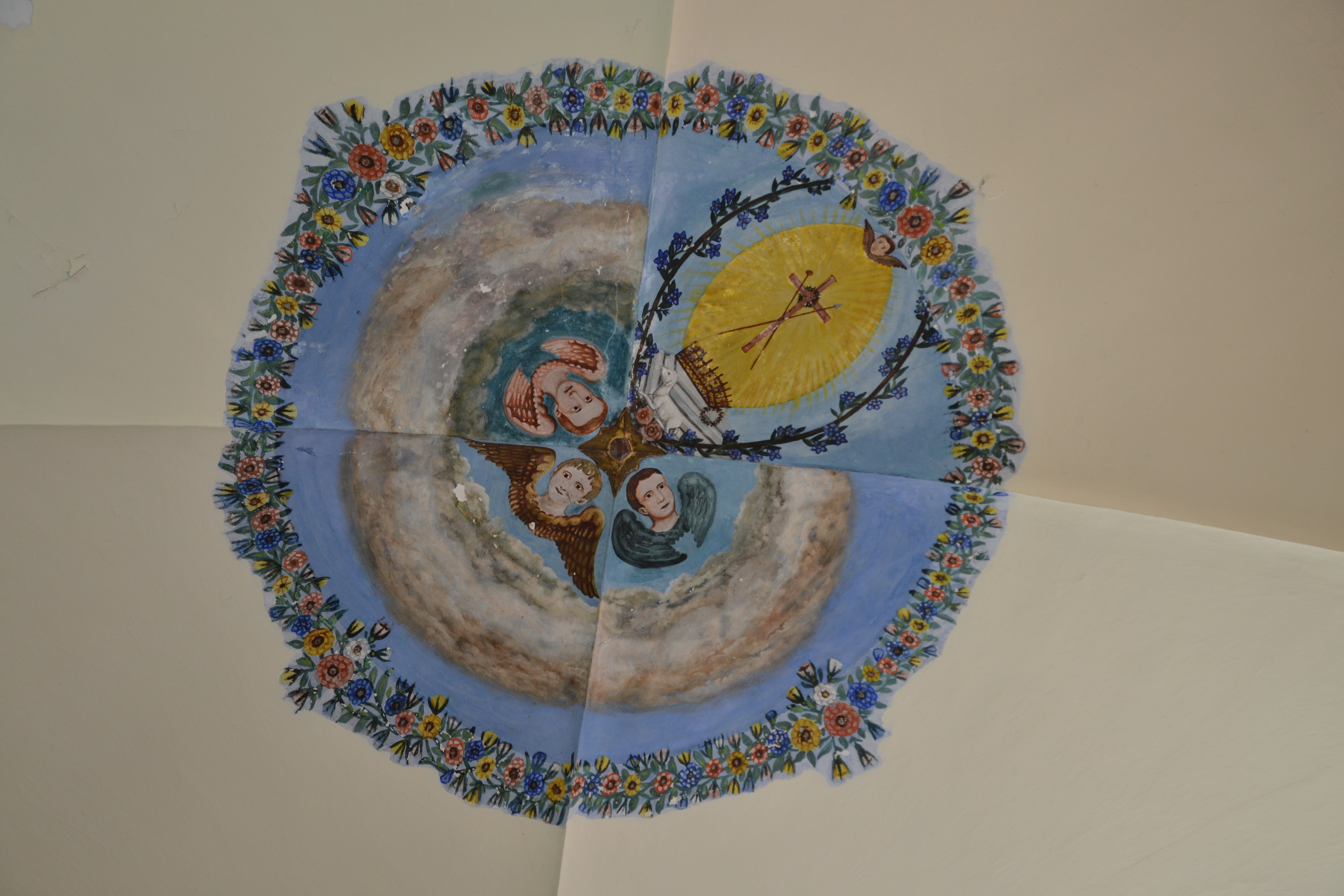
Particolare della volta affrescata
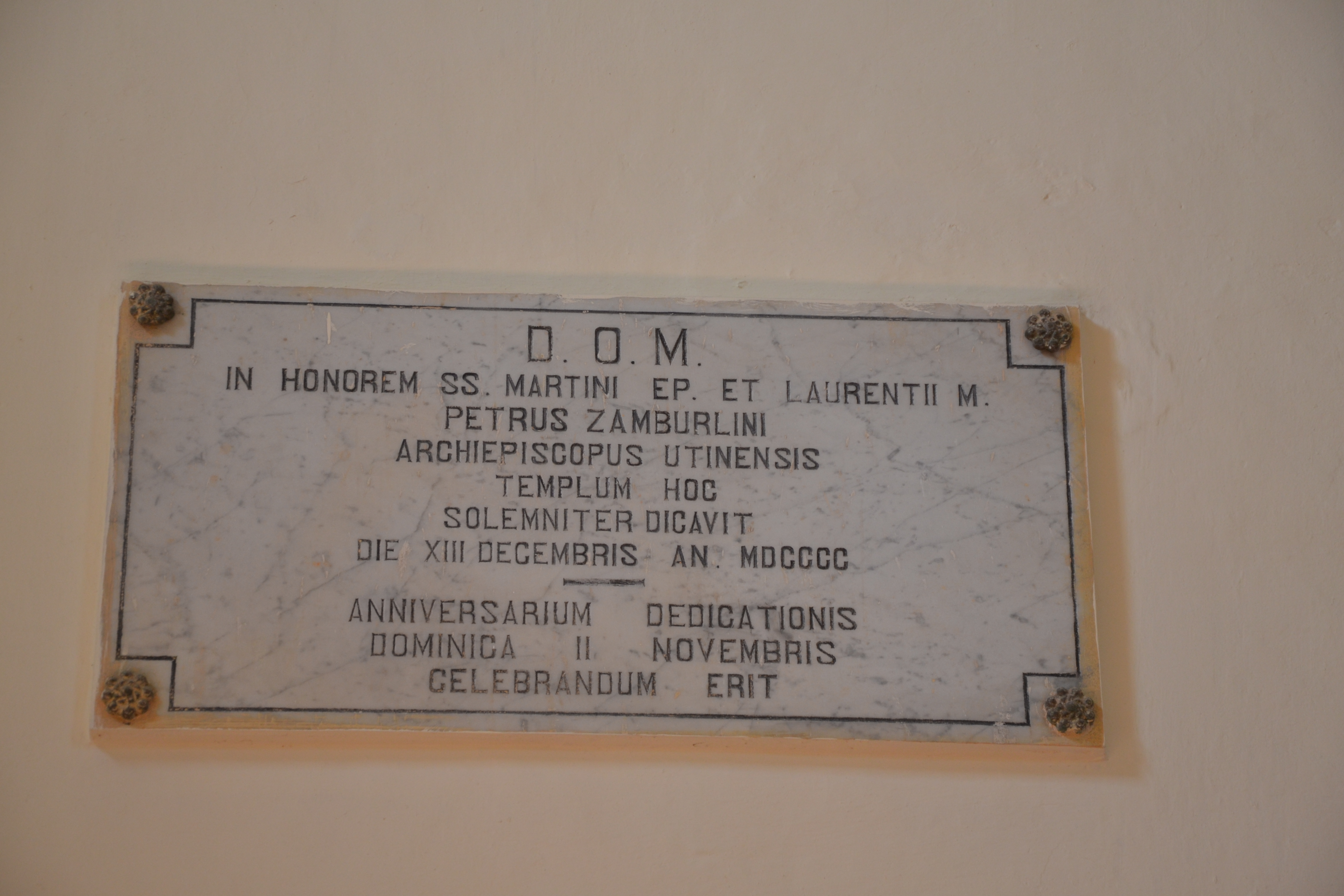
Epigrafe con dedica di Pietro Zamburlini
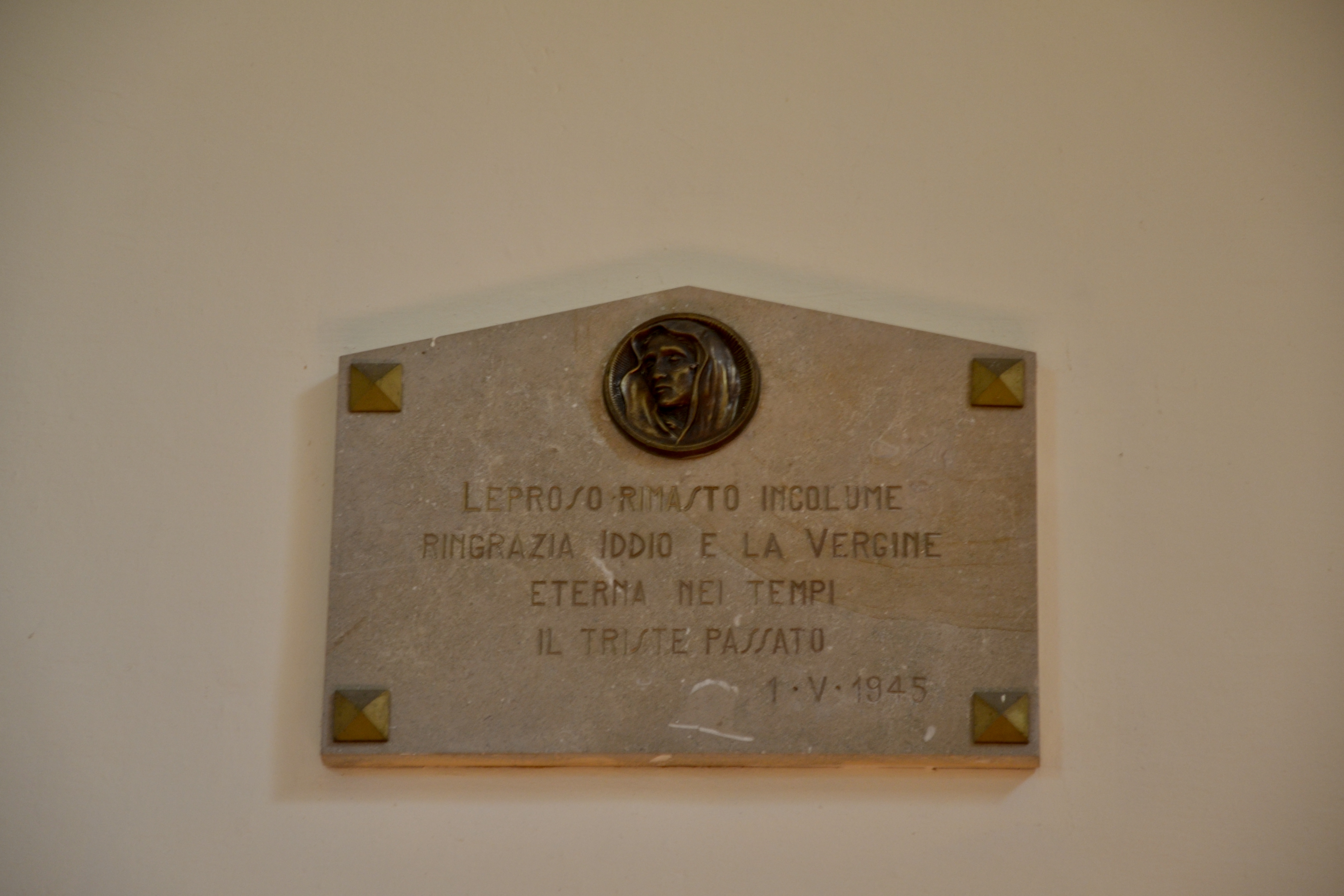
Epigrafe del 1945